# Anthene violacea
Anthene violacea är en fjärilsart som beskrevs av Butler 1899. Anthene violacea ingår i släktet Anthene och familjen juvelvingar. Inga underarter finns listade i Catalogue of Life.